# Жан-Пиер Еньоре
Жан-Пиер Еньоре (на френски: Jean-Pierre Haigneré) френски офицер от военновъздушните сили на Франция и бивш астронавт на Националния център за космически изследвания.

## Биография
Роден е на 19 май 1948 г. в Париж, Франция, Служил във френските ВВС, където преминава подготовка за летец-изпитател. От 1985 г. е астронавт на Националния център за космически изследвания (CNES).

## Космическа подготовка
Избран е за астронавт през 1985 г. с втората група кандидати от CNES. Първоначално се подготвя по проекта за европейска совалка „Хермес“.

### „Мир – Антарес“
През декември 1990 Еньоре е избран за член на резервния съветско-френски екипаж. В основния е Мишел Тонини, който излита през юли 1992 г.

### „Мир – Алтаир“
Еньоре е избран в основния екипаж на следващата съветско-френска мисия, а в резервния е избрана бъдещата му съпруга Клоди Андре Деше. Корабът е изстрелян на 1 юли 1993 г. от космодрума „Байконур“. Командир на екипажа е Василий Циблиев и бординженер Александър СеребровДва дни по-късно корабът се скачва със станцията „Мир“, на борда на който са Генадий Манаков и Александър Полещук. Програмата на полета предвиждала множество научни експерименти в областта на материалознанието и технологиите. На 22 юли се завръща на Земята, заедно с космонавтите Манаков и Полещук на борда на космическия кораб Союз ТМ-16. Космическия полет продължава повече от 20 дни. Тя е много по-голяма от тези по програма „Интеркосмос“ и втори по продължителност (след този на Жан-Лу Кретиен) на чужд космонавт на станцията „Мир“.

### „Мир – Пегас“
През 1996 г. в основния екипаж на поредния руско-френски космически полет е избран космонавтът Леополд Ертц, а в резервния е отново Жан-Пиер Еньоре. Полетът протича през януари-февруари 1998 г.

### „Мир – Персей“
През юни 1998 г. Еньоре преминава към т. нар. Европейски астронавтски корпус, но продължава да е космонавт на CNES. Тази мисия е предвидено да е с продължителност няколко месеца. Това е първата мисия на космическия кораб „Союз“ с двама чужденци на борда: Еньоре и словака Иван Бела, а командир е Виктор Афанасиев. Корабът Союз ТМ-29 е изстрелян на 20 февруари 1999 г. Скачен е с орбиталната станция „Мир“ два дни по-късно, на борда на която са Генадий Падалка и Сергей Авдеев. Падалка и Бела се завръщат със Союз ТМ-28, а Еньоре е пълноправен бординженер с разнообразни отговорности. На 16 април 1999 г., заедно с Афанасиев прави една космическа разходка с продължителност 6 часа и 19 минути.
Към момента на приключване на програмата на полета бъдещето на полетите към станцията „Мир“, а и на самата станция е повече от несигурно и Еньоре и руските му колеги подготвят станцията за безпилотен режим. На 27 август космическият кораб Союз ТМ-29 напуска станцията „Мир“ и така приключва повече от десетгодишния период на непрекъснатото и пребиваване на хора на борда и.
Със своя полет от над 188 денонощия Еньоре подобрява постижението на Томас Райтер за престой на чужденец на „Мир“.

## След космоса
След полетите си Еньоре е ръководител на астронавтите на ЕКА. Тази длъжност заема до ноември 1999 г.
След това става водещ съветник на директора на ЕКА по въпросите за възможността на полети на ракети „Союз“ от космодрума „Куру“ във Френска Гвиана.
Еньоре, заедно с на френски: Alain Dupas и на френски: Laurent Gathier създават Клуб на европейските астронавти (АСЕ), целта на който е насърчаване на европейския космически туризъм.

## Награди
- Орден на почетния легион;
- Кавалер на Орден за заслуги'
- орден „Дружба между народите“ (Русия);
- орден „За мъжество“ (Русия).

## Семейство
Той е женен за бившата френска жена-астронавт Клоди Еньоре. Астероидът 135268 Еньоре е наречен в чест на техния брак.
Той има три деца, две от първия му брак и едно – с Клоди Еньоре.